# Sowjetische Badmintonmeisterschaft 1983
Die Sowjetische Badmintonmeisterschaft 1983 fand vom 8. bis zum 18. Februar 1983 in Karaganda statt.

## Die Sieger und Platzierten
| Disziplin    | Gold                               | Silber                            | Bronze                           |
| ------------ | ---------------------------------- | --------------------------------- | -------------------------------- |
| Herreneinzel | Vitaliy Shmakov                    | Anatoli Skripko                   | Oleg Okunev                      |
| Dameneinzel  | Tatyana Litvinenko                 | Ludmila Suslo                     | Lubov Fedotova                   |
| Herrendoppel | Radiy Bilalov Viktor Samarin       | Vitaliy Shmakov Anatoli Skripko   | Oleg Okunev Nikolai Kalinski     |
| Damendoppel  | Ludmila Suslo Svetlana Belyasova   | Vard Poghosyan Tatyana Litvinenko | Elena Rybkina Lilya Galjamova    |
| Mixed        | Vitaliy Shmakov Svetlana Belyasova | Viktor Shvachko Natalja Maxakova  | Radiy Bilalov Tatyana Litvinenko |